# Aly & AJ
Aly & AJ (Эли и Эй Джей; в 2009—2015 гг. 78violet) — американская поп-рок-группа, состоящая из двух сестёр — Элисон и Аманды Мишалка. Они родились в Торренсе, Калифорния, но прожили часть своего детства в Сиэтле, штат Вашингтон. Они также являются актрисами, гитаристками и авторами текстов к песням.
Aly & AJ подписали контракт с Disney, принадлежащим лейблу Hollywood Records, в 2004 году. Они выпустили свой первый студийный альбом «Into The Rush» 16 августа 2005. Альбом дебютировал под номером тридцать шесть в США, было продано более 24000 копий в первую неделю и впоследствии платиновым в RIAA. Альбом получил награду «Современная Inspirational Исполнители года» в номинации в 2006 году на музыкальной премии American Music Awards. «Into The Rush» позже был продан тиражом один миллион пластинок по всему миру.
Их второй студийный альбом «Insomniatic» дебютировал под номером пятнадцать в США, было продано более 39000 копий в первую неделю на Billboard 200, это их самая высокая стартовая позиция на сегодняшний день. Сингл их второго альбома «Potential Breakup Song» их самый успешный сингл на сегодняшний день, он получил платину от RIAA за продажу более 1000000 копий. Дуэт сказал, что, когда будут сделаны съемки на их отдельные фильмы, они планируют вернуться к работе над своим третьим альбомом в течение 2009 года. 30 сентября 2009, 78violet объявили дату выпуска третьего одноимённого альбома «78violet», который появится в начале 2010 года. Также, девушки занимались производством своих кукол и написали одну книгу.
78violet объявили, что они будут работать над своим четвёртым студийным альбомом. 22 июня 2012 года, девушки выложили фото в Твиттере со списком песен на новом альбоме, и 15 октября 2012 года, они объявили о завершении записи альбома. Альбом ожидается в 2013 году вместе с выпуском своего первого сингла как 78violet в летнее время. 25 января 2013 года, было подтверждено, что первый сингл с нового альбома будет «Hothouse», они позже подтвердили, что альбом и сингл будут выпущены под созданным ими лейблом Violet House Productions. В начале июня 2013 года девушки сообщили, что их новый сингл Hothouse и музыкальное видео к песне появится на iTunes для загрузки 8 июля 2013 года. 8 июля 2013 года сингл Hothouse, а также музыкальное видео появились в iTunes и на YouTube соответственно.

## История

### Раннее детство
Сёстры, актрисы и певицы Aly & AJ, чьи полные имена Элисон Рене Мичалка и Аманда Джой Мичалка, с раннего возраста любили выступать на сцене: начали играть на фортепиано, а вскоре поступили на курсы актёрского мастерства.
Уроженки Лос-Анджелеса, сёстры Мичалка переехали в Сиэтл в начале 90-х годов, где их родители предоставили им возможность окунуться в мир самой разнообразной музыки и поддержали их увлечение актёрской игрой и написанием песен. Сейчас они живут в городе Калабасас вместе со своими родителями. Родители их родились в Германии, так что у Элисон и Аманды корни немецкие. По мере того, как девочки учились играть на фортепиано и гитаре, они также начали принимать участие в съёмках для телевидения и модных журналов, что помогло им утвердиться в своем желании заниматься творчеством в обоих направлениях более серьёзно уже после их возвращения в южную Калифорнию.
Сегодня девушки продолжают одновременно строить актёрскую и музыкальную карьеру, Элисон снималась в сериале «Phil of the Future» на канале Disney, а её сестра Аманда получила несколько ролей в разных шоу-программах. Но не это является главной страстью девушек. Элисон и Аманда Мичалка выпустили в 2005 году свой дебютный альбом.

## Into The Rush (2005), Into The Rush (Deluxe Edtion) (2006) и Cow Belles (2006)
Эли и Эй Джей Мичалка выпустили в 2005 году свой студийный дебютный альбом. На нём очаровательные голоса девушек сопровождает мелодичный гитарный рок, превративший «Into the Rush» в один из потенциальных фаворитов поклонников таких актрис и певиц, как Хилари Дафф и Линдси Лохан.
Дебютный альбом дуэта «Into the Rush» в мае 2005 года достиг статуса платины. Концерт сестер состоялся 24 июля 2005 года в Театре Хенри Фонда в Голливуде. 19 сентября 2006 года Aly и AJ были номинированы на премию «Christian Artist of the Year» American Music Awards, но награду так и не получили.
Немного мрачная первая песня Rush на самом деле оказалась довольно жизнеутверждающим треком о том, что надо уметь оставлять прошлое позади, в то время как композиция Speak for Myself стала настоящим гимном тинейджеров, которым трудно выделиться из толпы. Среди прочих тем, затронутых на альбоме, — подростковая любовь (Something More), женская солидарность (Sticks and Stones), важность родительской поддержки (Protecting Me), проблема похищения детей (I’m One of Them) и не сложившиеся взаимоотношения (Collapsed и Slow Down). Песня «On the Ride» своей мелодией напоминает композицию Натали Грант — «Live For Today». Кроме того, на пластинку вошли две кавер-версии. Разумно размещённые в самом конце альбома — видимо, для того, чтобы выдвинуть на передний план авторские песни дуэта, — они оказались удачными переработками хита 1965 года группы Lovin’ Spoonful, «Do You Believe in Magic» и песни «Walking on Sunshine» поп-группы 80-х годов Katrina & the Waves. Учитывая сегодняшнюю огромную популярность «поп-музыки для тинейджеров», «Into the Rush» наверняка ждет успех.
В 2006 году Элисон и Аманда снялись в фильме Cow Belles, где обе сыграли сестёр в главных ролях. Режиссёром фильма выступил Фрэнсин МакДугалл. Элисон играет Taylor Callum, а Аманда играет Courtney Callum. Премьера фильма в США состоялась на Disney Channel 24 марта 2006 года, фильм посмотрели 5,800 тыс. зрителей. В России премьера фильма состоялась 2 октября 2011 года на канале Дисней.

## Acoustic Hearts Of Winter (2006), Insomniatic (2007) и Super Sweet 16: The Movie (2007)
26 сентября 2006 года вышел альбом «Acoustic Hearts of Winter». На этом альбоме сестры представили рождественские песни, включая «Joy to the World» и «Silent Night». А уже 10 июня 2007 года вышел второй студийный альбом «Insomniatic». Клип на песню «Potential Breakup Song» вышел 8 мая 2007 года и сразу же попал в жесткую ротацию мейнстрим каналов на телевидении. Песня прошлась по всем главным чартам мира и продолжает своё восхождение к вершинам. Писатель Джош Тайрэнгил похвалил девушек за написанный ими текст песни «Potential Breakup Song» в котором поется жизненная история о таких же девушках как они. В начале 2008 года 18 января, до премьеры на канале «Disney Channel» фильма «Minutemen», было выпущено видео на песню «Like Whoa», включающее кадры из фильма. А 2 февраля клип на эту же песню, но уже без кадров фильма клип появился на «YouTube». Billboard подтвердил что девушки работают над третьим студийным альбомом, который выйдет в 2009 году. Скорее всего альбом будет содержать 14 песен. В интервью для «Radio Disney» 23 апреля 2008 года девушки сообщили что на новом альбоме они будут петь отдельно, а не согласовывать свои голоса.
В 2007 году девушки получили роль в фильме Super Sweet 16. The Movie, который имел одноимённое название с ток-шоу на канале MTV — My Super Sweet 16. Элисон сыграла роль Тэйлор, девушки, которая пыталась разбить дружбу двух подруг Сары (Аманда Мичалка) и Джеки (Реджин Нэи). Премьера фильма состоялась на канале MTV 8 июля, а выход на DVD — 10 июня 2007 года. В тот же день вышел альбом исполнительниц главных ролей сестёр Мичалка (группа Aly & AJ) — Insomniatic.

## Смена названия группы, уход от Hollywood Records (2009—2010)
В августе 2009 года долго ходили слухи, что девушки собираются менять название группы. Позже Aly & AJ сами объявили, что они больше не Aly & AJ, а теперь они поменяли название группы на 78Violet. Название группы состоит из любимого числа Элисон — «7», любимого числа Аманды — «8» и любимого цвета девушек — «фиолетовый».
19 февраля 2010 года 78violet объявили на своей официальной странице Facebook, что они «больше не часть Hollywood Records», и что альбом, записанный для Hollywood Records, вероятно, так и не будет выпущен. Тем не менее, они «продолжают писать и записывать новые песни».
1 декабря 2010 года 78violet выпустили саундтрек для Hellcats EP под названием «Belong Here». Другие песни, изначально записанные для Hollywood Records просочились в течение нескольких эпизодов.

## 2011-настоящее время: Третий студийный альбом и новые проекты
24 января 2011 года на YouTube появилось видео с фрагментом новой песни 78Violet — «Suspended», но пока это только фрагмент. 21 апреля 2011 года на YouTube появляется фрагмент из новой песни 78Violet — «There Will Be Blood», но пока только в минусовке. 2 июня 2011 года на Твиттере появилась эта запись: (англ. 18 songs deep into the writing for this record. A few more to go and we will officially start production) (рус. 18 песен упорно пишем для записи. Немного больше усилий и мы будем официально начинать производство). 15 июля 2011 года сёстры устроили онлайн чат, где сообщили поклонникам, что написали ещё две песни для нового альбома: 8 Hours (англ.  8 Часов) и 53rd Floor (англ.  53 Этаж). 5 октября 2011 года на Твиттере сестры написали о том, что вернулись в Нью-Йорк, чтобы начать производство альбома. 12 октября 2011 года на премьере Saints Row Элисон Мичалка подтвердила, что новый альбом 78violet выйдет в 2012 году. Точную дату Элисон не назвала, но сказала, что в новых песнях будет «совершенно новый звук». Также известно, что на альбоме будет сингл Belong Here. Видео с интервью появилось в Интернете 9 ноября 2011 года 25 ноября 2011 года на iTunes вышел новый сингл группы — Grace. Но позже выяснилось, что этот сингл является ремиксом на песню 2009 года — «Amazing Grace». 13 декабря 2011 года было объявлено, что сёстры Мичалка займутся продюсированием фильма по мотивам книги 2011 года — Wither. 16 июня 2012 года в Интернете появилась полная версия песни, которая звучала в третьей серии сериала Адские кошки — The Good, The Bad And The Boring, но эта песня не была выпущена официально. 18 июня 2012 года 78violet написали в Twitter: «Off to NY to start cutting instrumentals for the record». 19 июня 2012 девушки объявили в своем Twitter, что они начали первый день производства альбома, и об этом говорит запись: «Officially the first day starting the album production:) it’s taken 5 years but we are here!». 22 июня 2012 года они объявили, что «трек-лист альбома есть официально». Также они добавили, что это «не то, что вы ожидаете». 15 октября 2012, девушки заявили в Твиттере, что их альбом полностью записан и дата релиза запланирована на лето 2013 год. Девушки позже подтвердил, что первым синглом с альбома сингл будет «Hothouse». Позже они анонсировали, что альбом выйдет под их собственным лейблом «Violet House Productions». В марте 2013 в Интернете появились песни с неизданного альбома 78violet под названием «Walk Alone Tonight», «The Edge», «Bullet», «Lovesick», и «The Next Worst Thing». В начале июня 2013 года девушки сообщили, что их новый сингл Hothouse и музыкальное видео к песне появится на iTunes для загрузки 8 июля 2013 года. 8 июля 2013 года сингл Hothouse, а также музыкальное видео появились в iTunes и на YouTube соответственно.

## Прочее
Элисон играла одну из главных ролей в сериале Диснея — «Фил из Будущего». Прежде, чем сниматься в кино отдельно, девушки снимались в двух фильмах, Disney Channel «Красотки в молоке» (2006) и фильме MTV «Super Sweet 16: The Movie» (2007). До этого Элисон Мичалка также сыграла главную роль в фильме Дисней — «Now You See It..» (2005) …, вместе с Джонни Пакаром. Элисон в 2010 году снялась в телевизионной драме — «Адские Кошки» (2010—2010) от CW вместе с Эшли Тисдэйл, и играла вместе с Ванессой Хадженс в фильме «Bandslam» (2009), а также играла Рианнон в фильме «Отличница лёгкого поведения» (2010). Что касается актёрской карьеры AJ, в 2009 году она снялась небольшой роле в фильме «Милые кости» (2009), режиссёр которого стал Питер Джексон. Она играет вместе с Марком Уолбергом и Сиршей Ронан. В фильме AJ сыграла лучшую подругу главной героини Сюзи. В 2010 году Аманда появилась в роли Кейт Твиди в «Чемпион», фильм от правдивой истории о лошади, которая выиграла тройную короны в 1973 году. Следующая роль AJ была в фильме Джей-Джей Абрамс, «Супер 8», который был выпущен 10 июня 2011 года. AJ была приглашённой звездой в сериале Hellcats, где Али играет главную роль. Первое появление AJ состоялось в 18-м эпизоде под названием «Woke Up Dead» в первом сезоне. Её имя в сериале Дейдре. Она играет девушку, которая работает в музыкальном магазине рядом с Лансерским университетом, куда заходит Марти (Эли Мичалка), чтобы узнать больше о своем папе. В 20-м эпизоде "Warped Sisters", Дейдре и Марти оказываются сводными сёстрами, и обнаруживают общий интерес к музыке. В фильме они поют две песни и одну песню — Belong Here, которая была выпущена в качестве сингла была главной темой сериала.

### Другая деятельность
Huckleberry Toys выпустил ограниченное издание Hello Kitty Aly & AJ’s Dolls, которые продавались в магазинах Target. Toys R Us в настоящее время продает линию кукол, которые были доступны с 15 ноября 2007 года.
20 ноября 2007 года, вышла игра Aly & AJ’s Adventures, для использования на Nintendo DS. В игре игрок будет помощником сестёр, помогая записывать видео, музыку и т. д.
По состоянию на 12 июня 2008 года, дуэт начал выпускать свои собственные книги приключений в мягкой обложке, называется Aly & AJ Rock-n-Roll Mystery. Каждая часть описывает гастроли Aly & AJ, каждая книга описывает приключения в разных городах. Рисунки для книги были сделаны Элисон Мичалка. Первые две (Первая остановка в Нью-Йорке и Mayhem в Майами) были выпущены 12 июня, третья (Поющие в Сиэтле)- 2 сентября, а последняя (Nashville Nights) пошла в магазины 4 октября 2008 года.
Aly & AJ выпустили гитары на PlayStation 2 и они поступили в продажу 10 ноября 2008 года. Гитара Эли в форме сердца и розовая (PlayStation 2), гитара AJ выглядит в форме логотипа Aly & AJ, показывая ярко-розовую и фиолетовую печать (Wii, PS2). Дуэт представил гитары 11 октября 2008 года во время событий в Universal Studios CityWalk в Калифорнии. Девушки также создавали свою одежду, аксессуары, украшения и линию косметики. По данным Forbes и AOL, они являются одним из самых высокооплачиваемых голливудских певиц в возрасте до 30 лет.

### Благотворительная деятельность
Девушки сотрудничали с Samsung’s Hope for Education по вопросам образования, которые обеспечивают технологию продуктов нуждающимся школам, и с сопредседателями для детского консультативного совета AmberWatch Found, а также провели благотворительный концерт, чтобы собрать деньги на благотворительность. Песня «I Am One of Them», которая была в дебютном альбоме Into The Rush была предназначена для работы с AmberWatch. Дуэт также провел показ мод для Race to Erase MS show в начале мая 2008 года, демонстрируя свою поддержку.

### Инциденты
26 июня 2008 года, человек из Огайо по имени Рекс Метлер был арестован за преследование дуэта. Человек Ланкастер «получил контактную информацию о дуэте и угрожал в Интернете и по телефону, а также писал письма с угрозами», как заявили в полиции. Дуэтом было запланировано выступление 27 июня 2008 в Цинциннати, где находился этот человек. Полиция позже заявила, что обвинение Метлера связано с инцидентами, которые начались 15 декабря 2007.
Два года спустя, 17 июня 2010 года, Цезарь Брэнтли, был арестован по подозрению в преследовании дуэта. Он не признал себя виновным. Элисон Мичалка заявила, что Брентли является «одержимым фанатом», который решил жениться на ней любой ценой. Другое судебное заседание было назначено на 30 июня.

### Религия
Наряду с созданием музыки для широкой аудитории, Aly & AJ, очень открыто говорили о своей вере, которая стала для них важной вещью. Песня «Never Far Behind» была выпущена только на христианском рок-радио. Она поднялась на 1 место на радио. Хотя сестры Мичалка обе очень открыто говорят о своей христианской вере, они не хотят быть известны как «христианские создатели музыки». В интервью журналу Blender в июне 2006 года, девочки сказали, что их музыка содержит христианскую точки зрения. «Мы никогда не хотели проповедовать или засунуть что-нибудь в глотку людей, мы хотим, чтобы наша музыка была вдохновляющей». Аманда добавила: «Если у нас есть мусульманские фанаты или фанаты-атеисты, это их дело. Я буду любить их независимо от того, во что они верят»
В интервью с журналом Blender, обе выразили своё отрицание эволюции. Когда их спросили, признают ли они эволюцию людей, они ответили: «Нет», и Эли ответила: «Они учат, что в школах учат сейчас?» Когда говорят, что учили на протяжении большей части века, она ответила: «Я думаю, что это неуважительно, все, что связано с убеждениями о религии, которые должны оставаться в стороне от школы. Я имею в виду, я думаю, что люди должны иметь возможность молиться в школе, если люди верующие. Аманда добавила: „Эволюция — это глупо. Обезьян? Хм, нет“
В 2010 году Эли Мичалка заявила в интервью журналу Seventeen: „Моя вера, безусловно, большая часть моей жизни, но не часть моей карьеры. Это то, что направляет меня в нужном направлении. Но я думаю, что когда вы делаете заявления о вашей религии, люди автоматически переходят в религию после того, когда это кольцо разрывается“

## Туры
- 2005: Mini Mall Tour
- 2006: Living Room Tour
- 2006: Holiday Season Tour
- 2008: Insomniatic Tour
- 2008: Mini Summer Tour

Поддержка:
- 2005: The Cheetah Girls Cheetah-licious Christmas Tour
- 2008: Best of Both Worlds Tour

## Синглы

### Синглы с альбомов
| Год  | Название                 | Позиции в чартах  | Позиции в чартах | Позиции в чартах | Позиции в чартах    | Позиции в чартах | Позиции в чартах | Позиции в чартах    | Позиции в чартах | Позиции в чартах | RIAA    | Альбом                    |
| Год  | Название                 | Billboard Hot 100 | Pop 100          | Canadian Hot 100 | Mega Single Top 100 | UK Singles Chart | European Hot 100 | Irish Singles Chart | VG-lista         | ARIA Charts      | RIAA    | Альбом                    |
| ---- | ------------------------ | ----------------- | ---------------- | ---------------- | ------------------- | ---------------- | ---------------- | ------------------- | ---------------- | ---------------- | ------- | ------------------------- |
| 2005 | „Rush“                   | 59                | 44               | —                | —                   | —                | —                | —                   | —                | —                | Gold    | Into the Rush             |
| 2006 | „Chemicals React“        | 50                | 36               | —                | —                   | —                | —                | —                   | —                | —                | Gold    | Into the Rush             |
| 2006 | „Greatest Time of Year“  | 96                | 72               | —                | —                   | —                | —                | —                   | —                | —                | —       | Acoustic Hearts of Winter |
| 2007 | „Potential Breakup Song“ | 17                | 19               | 72               | 83                  | 22               | 65               | 16                  | 18               | —                | Платиум | Insomniatic               |
| 2008 | „Like Whoa“              | 63                | 47               | 66               | —                   | 165              | —                | —                   | —                | 92               | Золото  | Insomniatic               |

| Год  | Песня                     | Позиции в чартах | Позиции в чартах       | Позиции в чартах    | Альбом        |
| Год  | Песня                     | Hot Single Sales | Canadian Singles Chart | Hot Christian Songs | Альбом        |
| ---- | ------------------------- | ---------------- | ---------------------- | ------------------- | ------------- |
| 2005 | „Do You Believe in Magic“ | 2                | 23                     | —                   | Into the Rush |
| 2005 | „No One“                  | —                | —                      | —                   | Into the Rush |
| 2005 | „Walking on Sunshine“     | —                | —                      | —                   | Into the Rush |
| 2006 | „Never Far Behind“        | —                | —                      | 28                  | Into the Rush |
| 2007 | „Something More“          | —                | —                      | —                   | Into the Rush |

| Год  | Название                          | Альбом                             | Notes                                                                                         |
| ---- | --------------------------------- | ---------------------------------- | --------------------------------------------------------------------------------------------- |
| 2005 | „Zip-a-Dee-Doo-Dah“               | Disneymania 3                      |                                                                                               |
| 2005 | „Jingle Bell Rock“                | Radio Disney Jingle Jams 1 & 2     |                                                                                               |
| 2006 | „Rush“ (Remix)                    | Girl Next                          |                                                                                               |
| 2007 | „Black Horse and the Cherry Tree“ | Insomniatic (Deluxe Edition)       | Recorded exclusively to Yahoo! Music in acoustic. Cover — originally performed by KT Tunstall |
| 2008 | „We’re an American Band“          | Randy Jackson’s Music Club, Vol. 1 | iTunes, Wal-Mart bonus track                                                                  |

### Синглы в фильмах
| Год  | Фильм/Сериал                          | Песня                     | Notes |
| ---- | ------------------------------------- | ------------------------- | ----- |
| 2005 | Now You See It…                       | „Do You Believe in Magic“ |       |
| 2005 | Ice Princess                          | „No One“                  |       |
| 2006 | The Santa Clause 3: The Escape Clause | „Greatest Time of Year“   |       |
| 2008 | High School Musical 3: Senior Year    | „Like Whoa“               |       |
| 2011 | Sharpay’s Fabulous Adventure          | „Walking On Sunshine“     |       |

### Другие синглы
| Год  | Название                                     | Альбом/Саундтрек |
| ---- | -------------------------------------------- | ---------------- |
| 2009 | Lovesick (as 78violet)                       | Bandslam         |
| 2010 | It’s Who You Are                             | Secretariat      |
| 2010 | Freak (as 78violet)                          | Hellcats         |
| 2010 | The Good, The Bad & The Boring (as 78violet) | Hellcats         |
| 2010 | Belong Here (as 78violet)                    | Hellcats         |
| 2010 | Refrigerator Broke (as 78violet)             | Hellcats         |
| 2010 | Mississippi (as 78violet)                    | Hellcats         |
| 2011 | Suspended (as 78violet)                      | *_*              |

## Интересные факты
- Самый успешный сингл группы это песня „Potential Break Up Song“.
- Элисон (25 марта 1989) на два года старше Аманды (10 апреля 1991)
- Элисон и Аманда имеют немецкие корни.
- У Элисон и Аманды есть собаки: Bandit, Moneypenny, Willow, Roadie, Rivers и Saint (умер в 2007 году).
- Девушки сами пишут все свои песни, а некоторые написала им их мать — Кэрри Мичалка.
- У Элисон кудрявые волосы, а Аманда носит прямые волосы.
- Дата выхода альбома Insomniatic совпала с датой премьеры фильма Super Sweet 16. The Movie, где Элисон сыграла роль Тэйлор, а Аманда роль Сары.
- Aly & AJ были номинированы на премию Christian Artist of the Year» American Music Awards.
- Песня No One стала саундтреком к фильму Принцесса Льда
- Песня Division стала саундтреком к фильму Super Sweet 16. The Movie, где сыграли Aly & AJ
- Песня Like Whoa стала саундтреком к фильму Классный мюзикл 3: Выпускной, и играет в фильме «Спасатели во времени»
- Песня Rush стала саундтреком к фильму Ведьмы-близняшки
- Элисон и Аманда играли сводных сестёр в сериале Адские кошки, где Элисон играла главную роль

## Дискография
- Into The Rush (2005)
- Into The Rush (Deluxe Edition) (2006)
- Acoustic Hearts of Winter (2006)
- Insomniatic (2007)
- Insomniatic (Deluxe Edition) (2008)